# Chamole
Chamole ist eine Gemeinde im französischen Département Jura in der Region Bourgogne-Franche-Comté.

## Geographie
Chamole liegt auf 545 m, oberhalb von Poligny, etwa 23 km nordöstlich der Stadt Lons-le-Saunier (Luftlinie). Das Dorf erstreckt sich im Jura, im westlichen Teil des Plateau Lédonien (erstes Juraplateau), nördlich des Talkessels von Vaux (Culée de Vaux).
Die Fläche des 5,78 km² großen Gemeindegebiets umfasst einen Abschnitt des französischen Juras. Fast das gesamte Gebiet wird von der Ebene des Plateau Lédonien eingenommen, die durchschnittlich auf 560 m liegt und überwiegend von Acker- und Wiesland, teils auch von Wald bestanden ist. Mit 603 m wird hier die höchste Erhebung von Chamole erreicht. Das Plateau besitzt keine oberirdischen Fließgewässer, weil das Niederschlagswasser im verkarsteten Untergrund versickert. Die südwestliche Abgrenzung verläuft an der Oberkante des teils von Felswänden durchzogenen Steilhangs (Roche du Pénitent), der das tief eingeschnittene Tal von Vaux umgibt. Demgegenüber liegt die westliche Grenze etwa auf mittlerer Höhe des Steilhangs, der zum Flachland von Dole überleitet. Im Osten und Nordosten erstreckt sich das Gemeindeareal bis an den Rand der ausgedehnten Waldgebiete von Forêt de Poligny und Bois de Buvilly. 
Nachbargemeinden von Chamole sind Poligny im Westen, Norden und Osten sowie Chaussenans im Süden.

## Geschichte

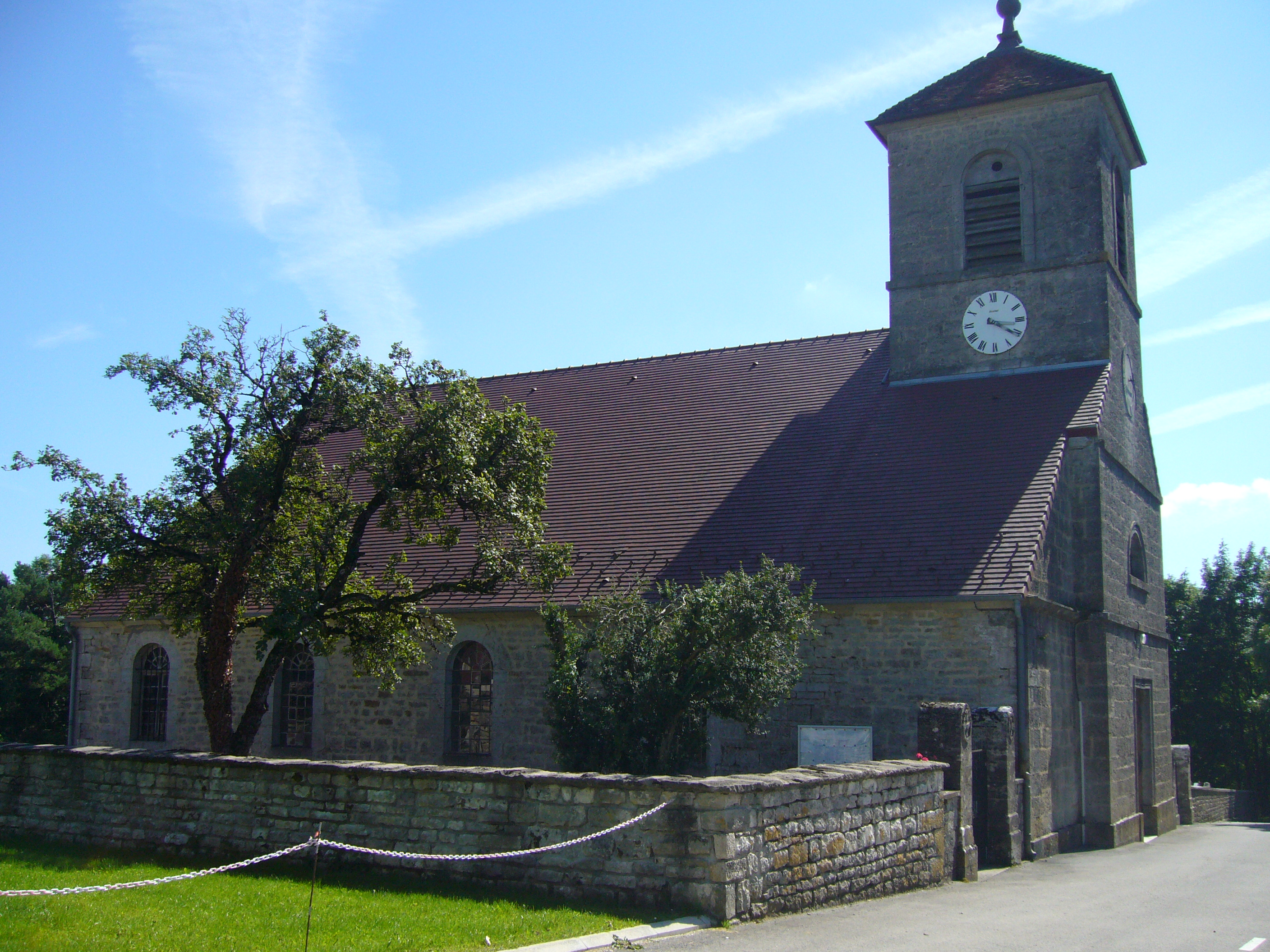
Kirche Saint-Jacques

Das Gemeindegebiet von Chamole war bereits während der gallorömischen Zeit besiedelt. Erstmals urkundlich erwähnt wird der Ort im 13. Jahrhundert. Im Juni 1638 besiegte hier Herzog Karl von Lothringen, der die spanischen Truppen befehligte, die französische Armee unter Henri II. d’’Orleans, Herzog von Longueville. Zusammen mit der Franche-Comté gelangte Chamole mit dem Frieden von Nimwegen 1678 an Frankreich.

## Sehenswürdigkeiten
Die Dorfkirche Saint-Jacques wurde 1834 erbaut. Aus dem 16. Jahrhundert stammt die Kapelle Saint-Jacques. Im Weiteren sind ein steinernes Wegkreuz (13. Jahrhundert), die Überreste der alten Schlosskapelle und ein Herrschaftshaus mit Treppentürmchen zu erwähnen.

## Bevölkerung
| Jahr                       | 1962 | 1968 | 1975 | 1982 | 1990 | 1999 | 2005 |
| Einwohner                  | 123  | 125  | 122  | 119  | 119  | 137  | 156  |
| Quellen: Cassini und INSEE |      |      |      |      |      |      |      |

Mit 160 Einwohnern (Stand 1. Januar 2022) gehört Chamole zu den kleinen Gemeinden des Département Jura. Nachdem die Einwohnerzahl in der ersten Hälfte des 20. Jahrhunderts deutlich abgenommen hatte (1886 wurden noch 213 Personen gezählt), wurde seit Beginn der 1990er Jahre wieder ein leichtes Bevölkerungswachstum verzeichnet.

## Wirtschaft und Infrastruktur
Chamole war bis weit ins 20. Jahrhundert hinein ein vorwiegend durch die Landwirtschaft und die Forstwirtschaft geprägtes Dorf. Daneben gibt es heute einige Betriebe des lokalen Kleingewerbes. Mittlerweile hat sich das Dorf auch zu einer Wohngemeinde gewandelt. Viele Erwerbstätige sind Wegpendler, die in den größeren Ortschaften der Umgebung ihrer Arbeit nachgehen.
Die Ortschaft liegt abseits der größeren Durchgangsstraßen. Die Hauptzufahrt erfolgt von Poligny. Weitere Straßenverbindungen bestehen mit Buvilly und Chaussenans.